# Deževa
Deževa (en serbe cyrillique : Дежева) est un village de Serbie situé sur le territoire de la Ville de Novi Pazar, district de Raška. Au recensement de 2011, il comptait 259 habitants.
L'accord Deževa a été conclu en 1282 à proximité de la colonie. Aujourd'hui, un temple de la Sava de Serbie se dresse sur le site. 

## Démographie

### Évolution historique de la population
| 1948 | 1953 | 1961 | 1971 | 1981 | 1991 | 2002 | 2011 |
| ---- | ---- | ---- | ---- | ---- | ---- | ---- | ---- |
| 51   | 61   | 97   | 120  | 161  | 213  | 238  | 259  |

|  |

## Éducation
Deževa possède une école élémentaire (en serbe : osnovna škola), l'école Aleksndar Stojanović-Leso.